# David White (geólogo)
Charles David White, mais conhecido como David White (Palmyra, 1 de julho de 1862 – Washington, D.C., 7 de fevereiro de 1935) foi um geólogo e paleobotânico norte-americano, geólogo-chefe do Serviço Geológico dos Estados Unidos.
Foi uma das maiores autoridades em estratigrafia do Paleozoico baseada em fitofósseis.

## Biografia
Charles nasceu na vila de Palmyra, Condado de Wayne, no estado de Nova York, em 1862. Batizado com o nome de Charles David pela mãe, ele decidiu usar apenas David White em 1886, em homenagem ao seu avô, o coronel David White (1785-1861), um pioneiro e homem da fronteira, de caráter forte e um tanto excêntrico. Seus pais eram Asa Kendrick (1817-1883) e Elvira Foster White (1820-1880) e a família morava em uma fazenda, onde Charles aprendeu desde pequeno sobre as plantas da propriedade.
Seu pai, Asa Kendrick White (1817-1883), nasceu em Heath, no noroeste de Massachusetts, e mais tarde se estabeleceu em uma fazenda perto de Palmyra, Nova York. Ele era um descendente, por seis gerações, de John White (1602-1673), de South Petherton, Somersetshire, na Inglaterra, que, com sua esposa, Jean West, e seus seis filhos, veio para a Nova Inglaterra e se estabeleceu em Wenham (parte de Salem) entre 1638 e 1639. A família White era viril, produzindo fazendeiros, educadores, clérigos e funcionários públicos, e sofreu poucas mudanças em características e interesses durante as doze gerações desde Thomas White, que morreu na Inglaterra em 1549.
Sua mãe, Elvira Foster (1820-1880), era filha de Hiram Foster (1794-1880) e Nancy Reeves. Sua linha paterna remonta a seis gerações até Christopher Foster, que partiu de Londres para o novo continente em 17 de junho de 1635, com sua esposa e três filhos, sendo eleito um homem livre em Boston em 1637 e em 1651 mudando-se para Southampton, Long Island, onde foi secretário municipal por 32 anos.
David era o mais novo entre os oito filhos do casal White, seis irmãos e duas irmãs. A família era presbiteriana, membros da Igreja de East Palmyra. Estudou na escola rural da região onde um irmão e uma irmã mais velhos seriam professores. A região recebeu vários imigrantes holandeses quando David tinha 8 ou 9 anos, sendo um deles Daniel Van Cruyningham, que trabalhou como capataz na fazenda da família White, mas depois se formou na State Normal School e se tornou diretor do Marion Collegiate Institute, onde David se preparou para a faculdade. Foi através de Daniel que David se interessou pela ciência e o levou a estudar as plantas com flores da região, desenvolvendo um grande interesse em botânica.
David se formou aos 18 anos e trabalhou por dois anos nas escolas rurais da região até ganhar uma bolsa de estudos para ingressar na Universidade Cornell em 1886 e sendo admirador das aulas de Henry Shaler Williams, David se interessou mais uma vez pela botânica. Recomendado pelo professor por sua habilidade em desenhar fósseis de plantas a Lester Frank Ward, do Serviço Geológico dos Estados Unidos, foi assim que David ingressou na agência em 1889, onde trabalhou por 49 anos.
De 1910 a 1912, Chales foi chefe da seção de carvões ocidentais e foi geólogo-chefe da agência por dez anos. Em 1922, ele retomou sua pesquisa anterior, mas fez grandes contribuições em comitês importantes como o da Academia Nacional de Ciências e várias associações profissionais. Foi também curador de paleobotância do National Museum of American History 1903 a 1935.

## Pesquisa

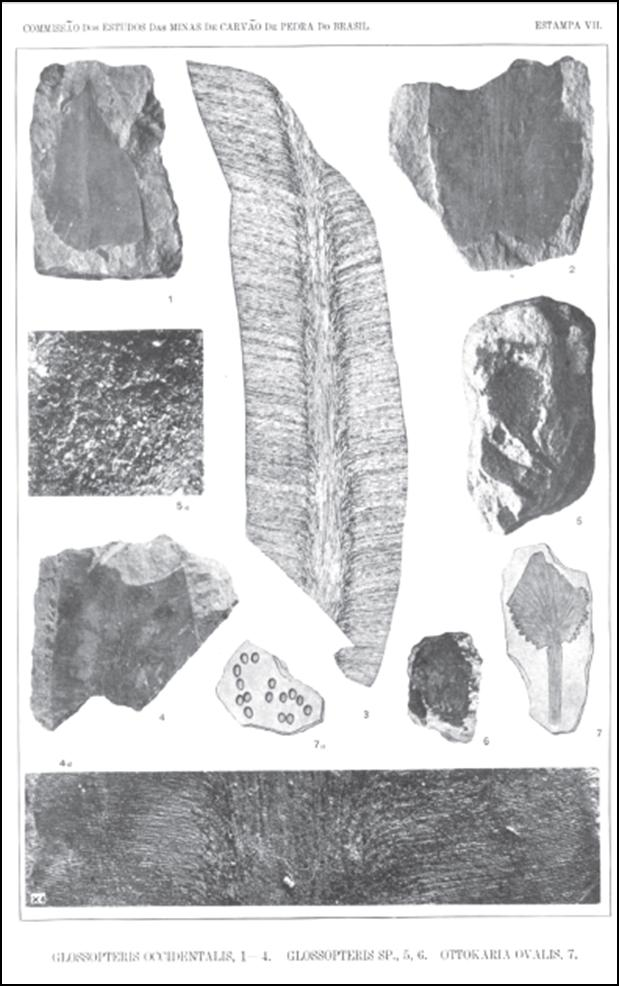
Exemplares fósseis da flora dos carvões da Bacia do Paraná, David White (1908).

Seu trabalho com fitofósseis começou ao reexaminar a coleção Lacoe de espécimens do Carbonífero, seguido de vários trabalhos de campo para coleta de fósseis do Paleozoico nos Apalaches. Em 1896, ele pode correlacionar a estratigrafia com base na paleobotânica, convencendo geólogos reticentes que estudavam a Formação Pottsville. Ao identificar as origens de formações de carvão e ao inaugurar a área de estudos de petróleo, Charles se tornou autoridade em depósitos carboníferos. Charles definiu, em 1908, que o petróleo era fruto de depósitos sedimentares de materiais orgânicos, transformados em carbono através de uma mudança química e física por um longo período de tempo e variados pela composição original, tempo e flutuações na pressão e temperatura.
Em 1915, Charles apresentou uma de suas maiores contribuições à ciência, a teoria da proporção de carbono: à medida que a porcentagem de carbono fixo no carvão aumenta com temperatura e pressão mais altas, os óleos acompanhantes se tornam cada vez mais leves (ou seja, de grau mais alto) até que, acima de 70% de carbono fixo, apenas gás ou nem óleo nem gás seja encontrado.
Bastante envolvido na pesquisa de petróleo por meio de sua posição no Serviço Geológico, Charles liderou os esforços para estimar as reservas de petróleo dos Estados Unidos, especialmente por causa dos compromissos da Primeira Guerra Mundial. Ele foi pioneiro na investigação de xistos betuminosos para uso futuro, instigou estudos de registros de temperatura em poços profundos e minas e foi o primeiro a aplicar gravimetria para encontrar estruturas anticlinais. Por meio do Conselho Nacional de Pesquisa, ele fundou um programa de pesquisa básica sobre petróleo.
Fez um dos mais completos estudos da Flora Glossopteris, principal componente fóssil das jazidas de carvão mineral do Brasil e Uruguai . Este trabalho foi o primeiro a registrar a ocorrência de horizontes megaflorísticos associados às camadas de carvão dentro de um enfoque paleogeográfico e paleoclimático, na Bacia do Paraná. O estudo de White permitiu uma extensa correlação intra-gondwânica entre os depósitos de carvões permianos do sul do Brasil e aqueles registrados na Bacia do Karoo, África do Sul, na Austrália, Índia e Antártica, mostrando inclusive que esta última já esteve em paleolatitudes menos próximas do Polo Sul do que atualmente, permitindo a ocorrência de uma extensa flora. 

## Morte
Em 1931, David sofria de paralisia parcial e passou parte do ano com a saúde bastante debilitada. Nos quatro anos seguintes, David ainda escreveria 16 artigos. Ele morreu enquanto dormia, em 7 de fevereiro de 1935, em Washington, D.C., aoas 72 anos, devido a uma hemorragia cerebral.

## Publicações selecionadas
- Flora of the outlying Carboniferous basins of southwestern Missouri US Geological Survey, Bulletin No. 98 (1893)
- Fossil flora of the lower coal measures of Missouri US Geological Survey, Monograph No. 37 (1899)
- The geology of the Perry Basin in southeastern Maine with G.O. Smith. US Geological Survey, Professional Paper No. 35 (1905)
- The effect of oxygen in coal US Geological Survey Bulletin No. 382 (1909)
- Shorter contributions to general geology, 1913 US Geological Survey, Professional Paper No. 85 (1914)